# 森田欽二
森田 欽二（もりた きんじ、1917年12月11日 - 1979年4月13日）は、日本の政治家、教育者。自由民主党衆議院議員（1期）。

## 来歴・人物
福岡県甘木市（現・朝倉市）出身。福岡県立朝倉中学校を経て福岡県福岡師範学校卒。甘木市立石小教諭、福岡県視学委員を務めた後、1947年（昭和22年）に福岡県議会議員となる。以来6期当選を重ね、1967年（昭和42年）から1969年（昭和44年）まで県議会議長に就いた。1972年（昭和47年）に県議を辞任し、第33回衆議院議員総選挙で福岡1区から自由民主党公認で立候補したが落選。次の1976年（昭和51年）第34回衆議院議員総選挙で初当選する。衆議院では農林水産委員を務め農林行政に対する高い見識と実行力で注目された。県議時代は教職の経験を生かしで教職員の待遇改善、辺地の学校教育などに実績を挙げる一方、日本教職員組合の理解者であると同時に組合との対決もしばしばであった。両筑平野用水事業の事業上の生みの親として江川、寺内両ダムを完成させた政治力と、1978年の福岡市の異常渇水時に両筑平野の農民を説得して福岡市へ両ダムから救援送水させた功労は大きい。
1979年2月半ばに体調不良を訴え、その後入院治療を行っていたが、同年4月13日、肝硬変のため、福岡市城南区の福岡大学病院で死去した。61歳没。翌14日、特旨を以て位記を追賜され、正五位勲三等に叙され、瑞宝章を追贈された。追悼演説は同年5月16日、衆議院本会議で田中昭二により行われた。

## 家族
息子は朝倉市長を2期務めた森田俊介。